# Янков, Андрей Сергеевич
Андрей Сергеевич Янков (род. 2 июня 1989) — казахстанский профессиональный хоккеист, вратарь клуба «Казцинк-Торпедо».

## Карьера
А. С. Янков — воспитанник усть-каменогорского хоккея.
В 1 лиге чемпионата России за «Казцинк-Торпедо-2» провёл 36 игр. В чемпионате Казахстана провёл 261 игр. В ВХЛ провёл 127 игр.
На молодёжном чемпионате мира (U18) 2007 года в 1 дивизионе провел 5 игр и завоевал бронзовые медали.
На молодёжном чемпионате мира (U20) 2009 года в топ-дивизионе провел 6 игр.
В 2013 году стал серебряным призёром зимней Универсиады.